# تاماس لاسلو
تاماس لاسلو (بالمجرية: László Tamás)‏ هو مهندس معماري وسياسي مجري، ولد في 29 أكتوبر 1950 في المجر. حزبياً، نشط في فيدس – الاتحاد المدني المجري. في الانتخابات البرلمانية المجرية 2014 ‏، انتخب عضو الجمعية الوطنية المجرية عن دائرة Budapest 12th constituency ‏ وقد انضم خلال فترته النيابية ‏ (6 مايو 2014 – )  للكتلة البرلمانية فيدس – الاتحاد المدني المجري.